# Possadnik
Le possadnik (russe : Поса́дник) (pluriel sur base russe : possadniki) est le chef du pouvoir exécutif d'une ville et des terres qui l'entourent dans l'ancien État russe. Il est nommé et contrôlé, à l'origine par le prince, plus tard par le vetché. Il dirige les forces de police, veille au respect des lois, à l'application des peines et des décisions de justice, et signe les traités avec les autres villes. En Europe occidentale les noms de maire, bourgmestre, prévôt, podestat, sont des termes équivalents à celui de possadnik.  

## Origine étymologique et signification première
Les premières mentions de ce mot possadnik se retrouvent dans la Chronique des temps passés, composée en 977 selon certaines sources, ou entre 1111 et 1115 selon d'autres.
À l'origine, dans la République de Novgorod, on appelait possadnik les envoyés des princes de Kiev qui représentaient le prince lorsqu'aucun candidat ne parvenait à se faire élire par le vétché. Ainsi en est-il de l'oncle de Vladimir Ier en ligne maternelle, Dobrynia (en) de même que son fils Constantin Dobynitch (1018), et encore d'Ostromir. Plus tard, dans un sens plus large les princes de Novgorod ou de Pskov eux-mêmes ont également été appelés possadnik ou encore, à partir du XIIIe siècle, ceux de Kiev, de Smolensk.
Le premier ministre du prince se voit également parfois attribuer ce titre de possadnik.

## Description de la fonction
Le possadnik est élu à la vétché parmi les représentants des familles de boyards. À Novgorod, à la suite de la réforme de Ontsifor Loukinitch (en) de 1354 ce n'est plus un possadnik unique qui assure le pouvoir mais quatre puis six anciens nommés à vie, parmi lesquels un seul était choisi comme stepenny (président d'assemblée). Par la réforme de 1416-1417 ce ne sont ensuite plus six, mais trois dont celui qui présidait, ou premier prévôt, était choisi pour six mois seulement 
Quant à l'origine du mot stepenny qui se traduit en français par la mot degré,gradé, selon le métropolite de Kiev et de Galicie Eugène (Bolkhovitinov) en 1831,
il proviendrait du fait que la vétché était installée dans des gradins, dont les marches formaient différents degrés ou grades. 
La pratique de l'élection d'un possadnik par la vétché remonterait à Novgorod à l'époque de Vladimir II Monomaque, vers 1125, selon la chronique . Les Novgorodiens étaient très attachés à la nomination du possadnik par le vétché. Mais un changement s'est produit dans la nature de ce titre, lorsque c'est le vétché qui a commencé à le désigner. Ce n'est plus lui qui veille alors aux intérêts du prince dans la cité, mais au contraire c'est lui qui représente la cité et veille à ses intérêts auprès du prince. 
Après la soumission de la république de Novgorod à la Grande-principauté de Moscou en 1478, l'élection du possadnik par le vétché est supprimée et transférée à Moscou. Mais la fonction reste importante et le possadnik reste le principal représentant de la ville. De même, pour la ville de Pskov , en 1510. Dans la République de Pskov de 1308 à 1510 on connaît le nom de 78 possadniks. Jusqu'en 1348, à Pskov, ils étaient nommés par Novgorod, mais plus tard les Pskoviens devinrent autonomes pour ce choix. 